# Eurocopter EC135
El Eurocopter EC135 és un helicòpter utilitari lleuger bimotor fabricat per Airbus Helicopters (anteriorment Eurocopter). Pot volar en condicions de regles de vol instrumental i està equipat amb un sistema de comandament de vol digital. Emprengué el seu primer vol el 15 de febrer del 1994, entrà en servei el 1996 i a gener del 2018 se n'havien lliurat 1.300 unitats a 300 operadors de 60 països diferents, amb un total de més de 4,5 milions d'hores de vol. El Eurocopter EC635 n'és una variant militar.